# Pengsi (köpinghuvudort i Kina, Hubei Sheng, lat 30,27, long 115,27)
Pengsi är en köpinghuvudort i Kina. Den ligger i provinsen Hubei, i den centrala delen av landet, omkring 100 kilometer öster om provinshuvudstaden Wuhan. Antalet invånare är 35 569. Befolkningen består av 17 750 kvinnor och 17 819 män. Barn under 15 år utgör 18,0 %, vuxna 15-64 år 70 %, och äldre över 65 år 10,0 %.
Runt Pengsi är det tätbefolkat, med 427 invånare per kvadratkilometer. Närmaste större samhälle är Qingquan, 19,9 km norr om Pengsi. Trakten runt Pengsi består till största delen av jordbruksmark.
Genomsnittlig årsnederbörd är 1 963 millimeter. Den regnigaste månaden är maj, med i genomsnitt 276 mm nederbörd, och den torraste är januari, med 55 mm nederbörd.